# グレート・ヤーマス

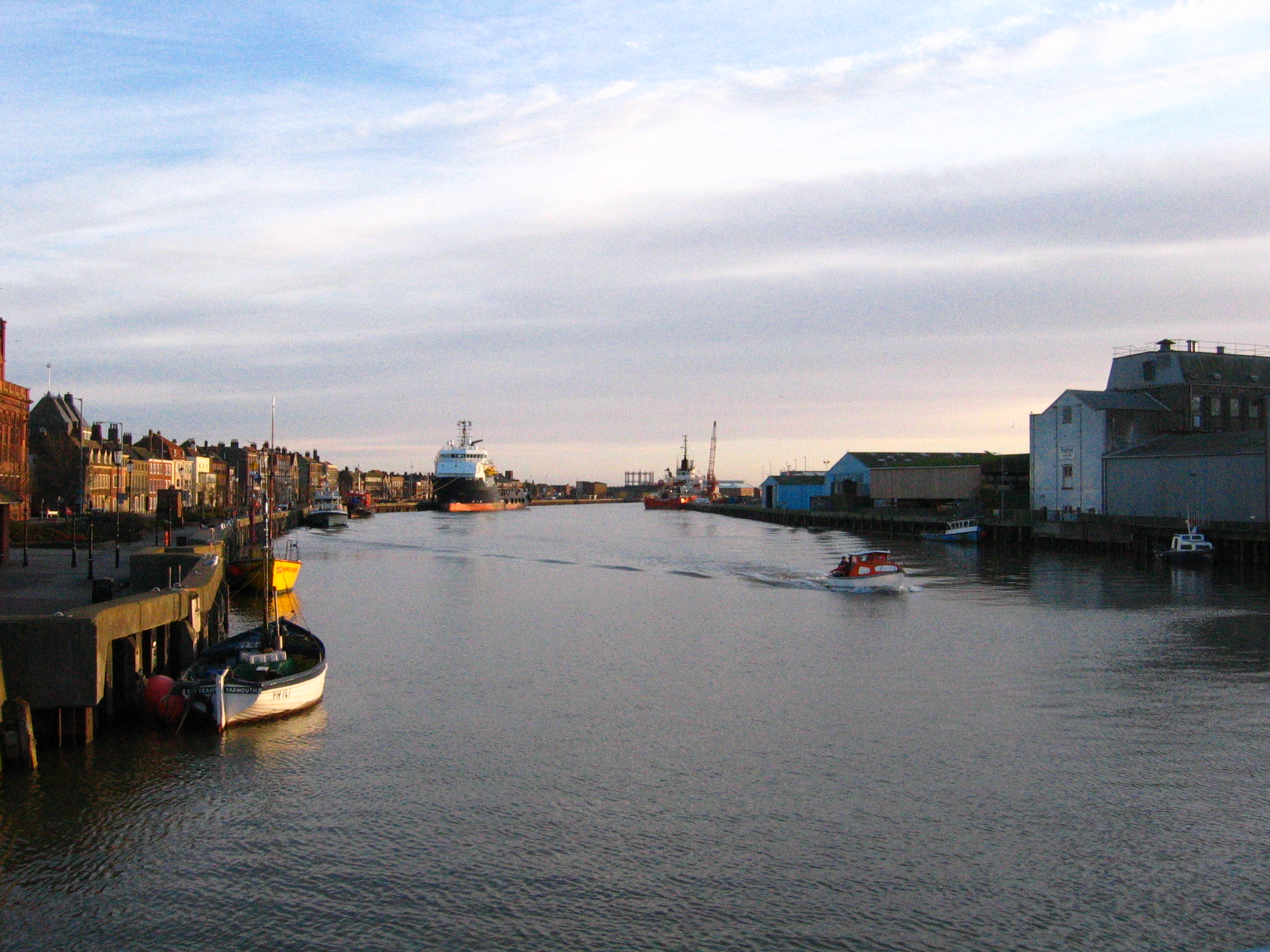
ヘイヴン橋から望むヤール川

グレート・ヤーマス（英: Great Yarmouth）は、イギリス、イングランド東部地域のノーフォーク州にある海岸沿いの町。ヤール川（River Yare）の河口、ノリッジの東30kmに位置する。地元では単に「ヤーマス」と呼ばれることがある。
1760年以降海辺の保養地として知られ、ノーフォーク・ブロード（Norfolk Broads）国立公園から海への出口でもあった。また、何百年もの間、ニシン漁業に依存している漁港であり、北海で油田、ガス田が発見されてからは掘削装置の基地となっている。

## 地理と統計
町自体は、北海とヤール川にはさまれた細い砂洲にあり、歴史的な町並みと海辺の旅行者向け区域がよく知られている。地域は、ヘイヴン橋によってゴールストン（Gorleston）、コボルム（Cobholm）、サウスタウン（Southtown）に、そしてブレイドン橋によってA47、A149、A12の各道路に繋がっている。
グレート・ヤーマスの町を形作る教区教会を持たない市街地は26.54 km²の広さがある。国家統計局によれば、2002年の人口は47,288人で、グレート・ヤーマス・バラ (en) の主要部分を成している。国家統計局は、グレート・ヤーマス市街区域の人口を66,788人としたうえで、それをケスター・オン・シー（Caister-on-Sea 8,756人）とグレート・ヤーマス（58,032人）の二地区に区分している。市街区域を含むグレート・ヤーマス・バラの人口は約92,500人である。

## 歴史
ヤーマス（Gernemwa、Yernemuth）は、ヤール川の河口のローマ軍駐屯地ガリアノヌム（Gariannonum）の近くにある。その立地がシンク・ポーツ（Cinque Ports）の漁民たちを引きつけて恒久的な入植地が形成され、ノルマン征服の前には70人の市民（burgesses）を擁する町となっていた。ヘンリー1世は、町を代官の支配下においた。
ヤーマス市民にオックスフォードの関税、商人組合、および毎週の演説会の自由を認めた1208年のジョン王の勅許は、リトル・ヤーマスやゴールストンに対する自治区の権利を認める勅許がその後発せられたことによってさらに拡大された。1552年、エリザベス1世は海軍本部による管轄を認め、それはジェームズ1世によって追認され拡大された。チャールズ2世は1688年に勅令によってリトル・ヤーマスを自治区に組み入れた。その勅令には有効な小さな例外があったが、1703年、アン女王は2人の代官を1人の市長に置き換えた。
グラマースクールが設立されたのは1551年で、校舎にはエドワード1世の時代にトマス・ファストルフによって設立された古い病院の大ホールがそのまま使用された。1757年から1860年にかけて閉鎖されていたが、慈善信託基金によって再設立され、1872年に新しい校舎で開校した。
1808年から1814年まで、ロンドンの海軍本部は腕木通信網によってグレート・ヤーマス港内の艦船と連絡を取っていた。
1845年5月2日、集まった子供たちの重みで町にある吊橋が崩壊し、79名が溺死するという惨事が起きた。子供たちは、樽に入った道化がガチョウに引かれて川を下るのを見るために集まっていた。道化が橋の下を通ったとき、子供たちが一斉に反対側に動いたことによって、南側の鎖が切れ、橋がひっくり返ったのである。
第一次世界大戦中の1915年1月19日、グレート・ヤーマスはイギリスで最初の空襲を経験した。それはドイツ海軍のツェッペリンL3飛行船によるものであり、1916年4月24日にも繰り返された。
町は第二次世界大戦でもドイツ空軍による爆撃を受けたが、旧市街のほとんどは破壊を免れた。中世の防壁も、もともとの2,000mのうち3分の2が残った。町にあった塔も18のうち11が残った。サウス・ケイ（South Quay）には17世紀の商人会館（テューダー朝様式、ジョージ王朝様式、ヴィクトリア朝様式の混合）がある。サウス・ケイの後背地には「ザ・ロウズ（The Rows）」として知られている小道や路地による迷路（Great Yarmouth Row Houses）がある。これはかつては145を数えたが、戦災により数個が残るのみとなった。
1986年3月に2マイルのA47 グレート・ヤーマス西バイパスの北セクションが開通した（南セクションは1985年5月に開通）。その道路は現在A12と呼ばれている。
最近では洪水が大きな問題となっており、2006年には4回町が冠水した。2006年9月の洪水はここ数年のうちでも最悪のものだった。集中豪雨によって下水道が詰まり、またアングリアン・ウォーター水道会社（Anglian Water）のポンプ施設も壊れたため、町に鉄砲水が発生した。これにより90戸が浸水し、深さは最高5フィートに達した。
町は1953年の北海氾濫に大きな被害を受けた（北海大洪水）。2007年11月9日、高潮と満潮が重なってさらに大きな洪水に見舞われる危険があったが、結果的に災難は避けられ、わずかな地域が冠水したにとどまった。

## 生態系
ヤーマス地域にはいくつもの貴重で珍しい種が生息している。埠頭に挟まれた地域には、ニシズグロカモメのイギリス最大の生息地のひとつがある。町のすぐ後ろのブレイドン・ウォーター（Breydon Water）三角江は、主な渉禽類や水鳥の生息地で、100,000羽以上の鳥の冬営地になっている。これと、周囲のハルヴァーゲート沼沢地（Halvergate Marshes）は特別に保護されており、現在、大部分の地域は保護組織（主に王立鳥類保護協会（The Royal Society for the Protection of Birds、RSPB））が所有している。
浜辺の北ディーンズ地区は砂丘植物のための重要自然科学区域（Site of Special Scientific Interest、SSSI）で、多くのヒバリとマキバタヒバリの棲み処となっている。また、夏ごとにイギリス最大のコアジサシのコロニーに場所を提供し、同様にキマダラタカネジャノメ蝶の小さなコロニーもできる。ここでは、他にベニシジミやコモン・ブルー（Common Blue、シジミチョウの一種）も見ることができる。
近くの共同墓地は春と秋の渡り鳥の一時的な休憩地として有名で、時々素晴らしい『滝』（'falls'）を見ることができる。シロビタイジョウビタキ（Redstart）とマダラヒタキ（Pied Flycatcher）は渡りの途中、ここでしばしば見られる。またここは、大陸から風に乗って来たいくつかの珍しい昆虫が最初に記録された場所でもある。
沖合ではしばしばハイイロアザラシとゼニガタアザラシを見ることができる。ガネット（Gannet、カツオドリの一種）、ヒメウミスズメ、クロガモ、オオハシウミガラス、ウミガラスなどの海鳥も見られる。

## 救命艇基地
遅くとも1802年にはグレート・ヤーマスには救命艇が存在した。初期の救命艇は私営だったが、1857年に王立救命艇協会（RNLI）に引き継がれた。救命艇基地はリバーサイド・ロードにあり、トレント級救命艇「サマーベータ（Samarbeta）」とB級内海用救命艇「シーホースIV」を運用している。

## 地元出身の著名人
- トマス・ガードルストーン（Thomas Girdlestone） - 内科医、著述家
- キャプテン・ジョージ・ウィリアム・マンビー（George William Manby） - 海上救命装備や近代消火器の発明家
- サー・ジェームズ・パジェット（James Paget） - ヴィクトリア朝の外科医。彼を顕彰してジェームズ・パジェット病院（James Paget Hospital）が建てられた。
- アンナ・シュウエル - 『黒馬物語』の著者
- キャサリン・ホイール - オルタナティヴ・ロックバンド

## 姉妹都市
- ランブイエ、フランス